# Домон (Долина Оазе)
Домон (фр. Domont) је насељено место у Француској у региону Париски регион, у департману Долина Оазе.
По подацима из 2011. године у општини је живело 14.996 становника, а густина насељености је износила 1800,24 становника/km².

## Демографија
| 1962. | 1968. | 1975.  | 1982.  | 1990.  | 2011.  |
| ----- | ----- | ------ | ------ | ------ | ------ |
| 5.848 | 9.016 | 10.897 | 11.047 | 13.226 | 14.996 |